# Bremisch-Hannoversche Kleinbahn

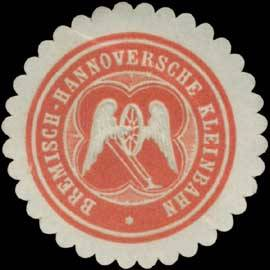
Siegelmarke der Bremisch-Hannoverschen Kleinbahn

Die Bremisch-Hannoversche Kleinbahn AG wurde am 24. Juni 1898 durch die AG Bank für industrielle Unternehmungen gegründet. Großaktionär war die Deutsche Eisenbahn-Gesellschaft, die jahrelang auch den Betrieb führte. Ihre Kapitalanteile hat später die AG für Verkehrswesen übernommen. Ab 14. Januar 1958 lautete die Firma Bremisch-Hannoversche Eisenbahn AG (BHE).

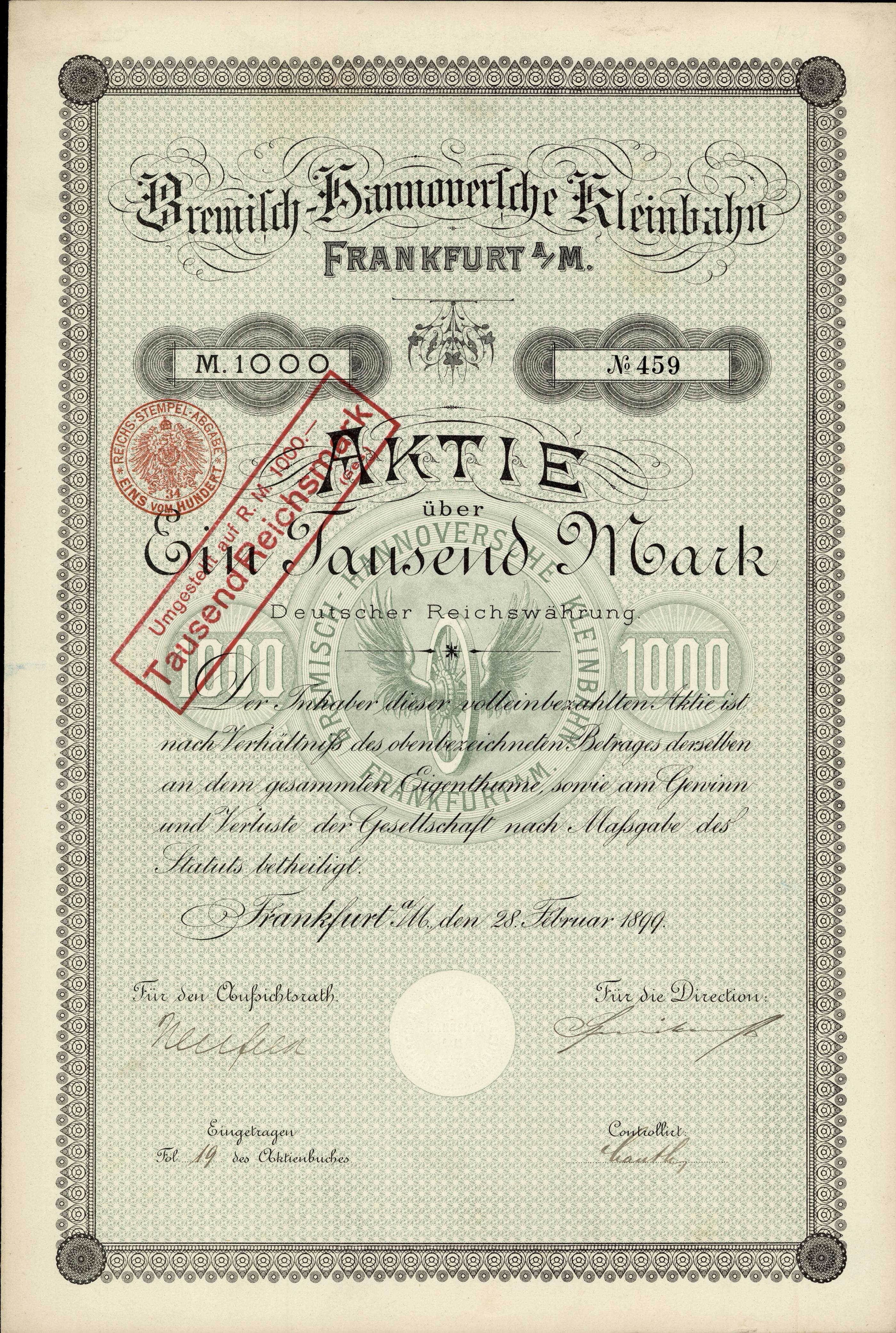
Aktie über 1000 Mark der Bremisch-Hannoverschen Kleinbahn vom 28. Februar 1899

Aktie über 300 DM der Bremisch-Hannoversche Eisenbahn AG vom Dezember 1958

## Geschichte
Die BHE erbaute zwei Kleinbahnstrecken im Raum Bremen. Als erste wurde die – volkstümlich „Jan Reiners“ genannte – Kleinbahn Bremen–Tarmstedt am 4. Oktober 1900 eröffnet. Die in Meterspur angelegte, 27 km lange Strecke begann in Bremen Parkbahnhof, der sich nördlich vom Hauptbahnhof (Fußweg 800 m) befand, und führte über Lilienthal durch Moorgebiet nach Tarmstedt Kleinbahnhof im ehemaligen Kreis Zeven. Um den Weg zur 1917 eröffneten Wilstedt-Zeven-Tostedter Eisenbahn, deren Bahnhof Tarmstedt Ost 600 m entfernt war, für die Umsteiger zu verkürzen, wurde die Strecke am 1. Oktober 1934 bis dorthin verlängert. Betriebsmittelpunkt in Bremen war die Station Hemmstraße; Übergangsverkehr zur Staatsbahn fand in Utbremen statt.
Eine zweite, 26 km lange Strecke in Normalspur verband die Station Huchting mit Leeste und weiter mit Thedinghausen. Der erste Abschnitt bis Leeste wurde am 1. Oktober 1908 eröffnet, der zweite am 1. Oktober 1910. Die Züge begannen und endeten in Bremen-Neustadt und benutzten das 4 km lange Stück der Staatsbahnstrecke Bremen–Oldenburg. In Kirchweyhe gibt es eine Verbindungsbahn zur Hauptstrecke Bremen – Osnabrück.
Für den Bahnbau waren Konzessionen der Freien Hansestadt Bremen für ihr Stadtgebiet, des Großherzogtums Oldenburg für die Gegend von Stuhr, des Herzogtums Braunschweig für die Exklave Thedinghausen und des Königreichs Preußen für die übrigen Gebietsteile erforderlich. Für jede der beiden Bahnbetriebe wurden fünf Lokomotiven und entsprechende Anzahl von Wagen beschafft.
Auf der Schmalspurbahn Bremen–Tarmstedt wurde der Personenverkehr zwischen Bremen und Falkenberg am 22. Mai 1954, der Rest am 29. Januar 1956 stillgelegt und dann die Strecke abgebaut. Im Jahre 2013 wurde die Linie 4 der Bremer Straßenbahn AG von Borgfeld durch Lilienthal bis Falkenberg um 5,6 km verlängert. Somit konnte für einen Teil des ehemaligen Verkehrsgebietes wieder ein Schienenanschluss geschaffen werden. Ähnliche Überlegungen hatte es bereits vor etwa einhundert Jahren gegeben.
Der Personenverkehr nach Thedinghausen endete ebenfalls früh, nämlich am 1. Oktober 1955. Diese Strecke ist nach der Umorganisation der AG für Verkehrswesen Eigentum der
Bremen-Thedinghauser Eisenbahn GmbH (BTE) geworden. Diese wurde am 29. Februar 2000 gegründet; die Kapitalanteile gehören den Gemeinden Stuhr und Weyhe, der Samtgemeinde Thedinghausen sowie der Weserbahn GmbH, die auch den Betrieb führt.
Für die Güterbeförderung ist die Strecke bis heute in Betrieb. Daher denkt man über eine Reaktivierung des Personenverkehrs – ggf. in Verbindung mit der Bremer Straßenbahn – nach. 
Die BHE betätigt sich nur noch im Immobiliengeschäft.